# Phước Lộc, Phước Sơn
Phước Lộc là một xã thuộc huyện Phước Sơn, tỉnh Quảng Nam, Việt Nam.
Xã Phước Lộc có diện tích 95 km², dân số năm 2019 là 987 người, mật độ dân số đạt 10 người/km².